# Yrjö Vesterinen
Yrjö Vesterinen   (Kokkola, 7 de desembre de 1952), conegut familiarment com a Vesty, és un antic pilot de trial finlandès. Va ser el primer multicampió del món de la història d'aquest esport en guanyar-ne tres títols consecutius entre el 1976 i el 1978. Les seves victòries als Sis Dies d'Escòcia de Trial el 1980 i al Campionat britànic el 1982 el convertiren en el primer pilot no britànic a haver guanyat mai ambdues emblemàtiques competicions. A banda, va guanyar set campionats escandinaus i onze de Finlàndia. Durant la seva carrera, Vesterinen va destacar pel seu pilotatge impecable i precís.
El 2011, Yrjö Vesterinen va ser nomenat FIM Legend.

## Resum biogràfic

### Primers anys
Després d'un començament amb bicicleta, a 16 anys debutà en competició amb una Yamaha de 100 cc. En aquella època ja residia a Hèlsinki, on s'havia traslladat per a estudiar. Al cap de poc temps passà a pilotar una Bultaco i després una Montesa Cota 247, amb la qual es proclamà Campió de Finlàndia Júnior el 1969.
El 1970 obtingué el seu primer títol nacional absolut, fet que arribaria a repetir fins a arribar als dotze. Aquell mateix any, aprofitant que se celebrava una prova del Campionat d'Europa a Finlàndia, Yrjö s'hi inscrigué i finalitzà quart. L'any següent, a només 18 anys, participà en quatre proves del campionat (que aleshores era l'equivalent a l'actual Campionat del Món) acabant la temporada setè a la general, destacant el seu segon lloc en la prova celebrada a Suècia. La setmana abans ja havia acabat tercer a Finlàndia, on fou descobert pel director esportiu de Bultaco, Oriol Puig Bultó, que s'hi havia desplaçat per a participar-hi al costat del seu cosí Ignasi Bultó. Puig Bultó el va contactar i a començaments de la temporada de l'any següent li oferí un lloc a l'equip oficial de la marca, que Vesterinen acceptà.
El seu primer any amb Bultaco, 1972, Vesterinen disputà tres proves del campionat europeu i aconseguí la seva primera victòria al trial de Suècia. El 1973 participà en cinc de les deu proves puntuables, finalitzant setè del campionat.

### 1974, Dedicació plena
L'any 1974 fou el del seu llançament definitiu. Decidí de deixar la seva família i domicili a Finlàndia per tal de poder participar a plena dedicació en l'encara anomenat Campionat d'Europa (tot i disputar-se'n ja una prova als EUA). Així doncs, se n'anà a viure a Alemanya i començà a entrenar assíduament amb un altre oficial destacat de Bultaco, el vuit vegades Campió de França Charles Coutard.
Ja aleshores el pilotatge de Vesterinen començava a crear escola, amb un estil de conducció diferent a l'emprat pels britànics, definit per molts com a elegant i molt fi. Però el que potser sorprenia més era la seva forma d'afrontar l'esport del trial, d'una manera molt professional. Era capaç de repetir les zones una vegada i una altra en els entrenaments, i tenia molta cura de la seva imatge i la dels seus patrocinadors.
El 1975 donà als seus competidors un seriós avís del que els esperava, ja que malgrat un començament fluix (per manca d'entrenament), finalitzà el Campionat del Món acabat d'estrenar en segona posició, darrere Martin Lampkin.

### 1976, El primer dels tres títols

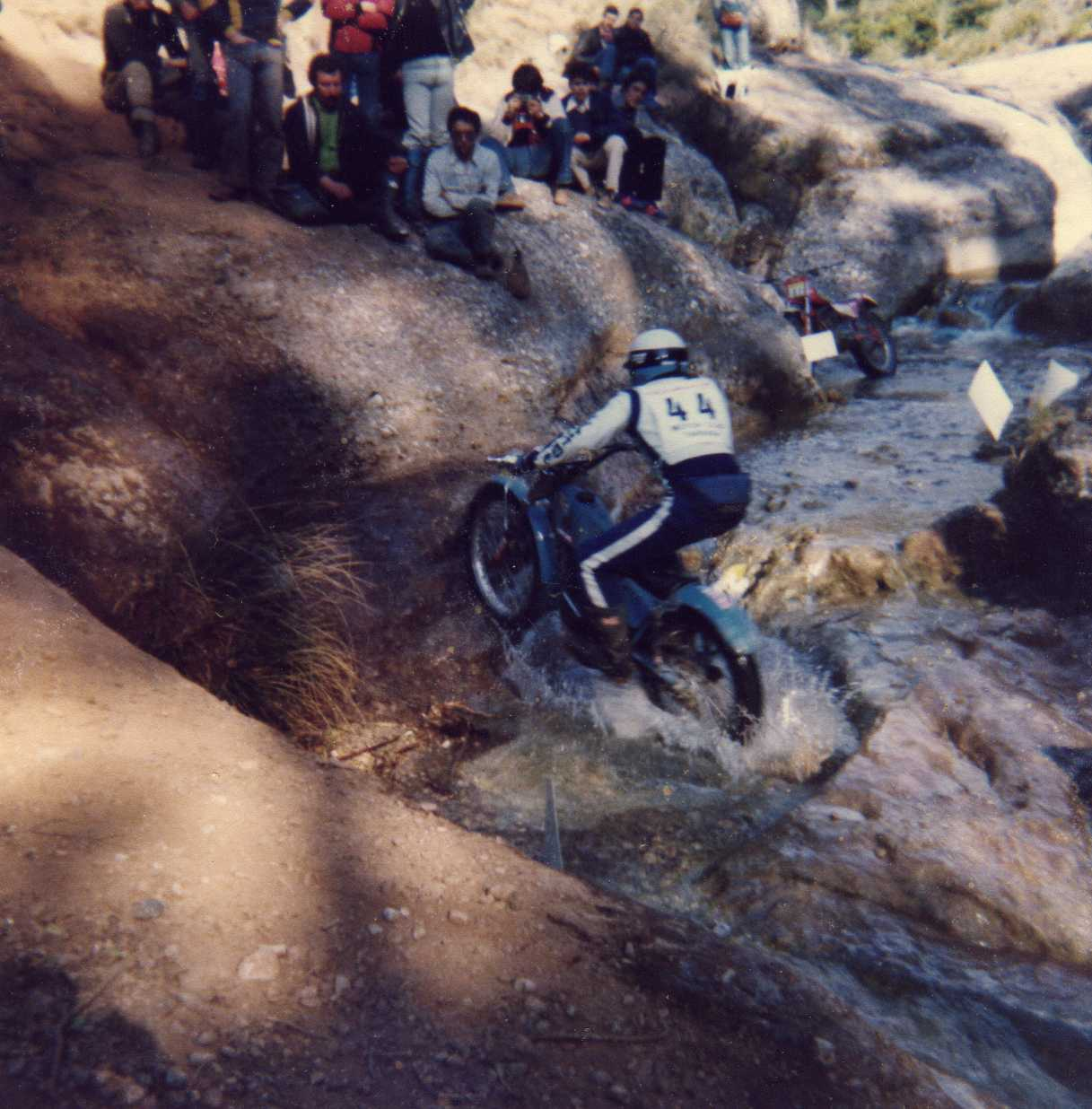
Amb la Sherpa T blava el

En la segona edició del mundial, l'any 1976, començà amb victòria a la primera prova, disputada a Irlanda del Nord, essent el primer pilot no britànic a aconseguir-ho. Des d'aquell moment, començà a encadenar triomfs i segons llocs fins a proclamar-se vencedor del Campionat del Món abans d'acabar la temporada. Durant els anys 1977 i 1978 fou el rei indiscutible del trial, sumant així els seus tres títols consecutius.
L'any 1979, el jove nord-americà Bernie Schreiber, company de marca i pilot innovador, li prengué el títol i Vesterinen acabà subcampió. Els problemes de Bultaco a partir de 1980 obligaren tots dos campions a canviar d'aires. Yrjö passà llavors a Montesa, i amb una Cota 349 guanyà els Sis Dies d'Escòcia de Trial (essent també el primer pilot no britànic a aconseguir-ho) i finalitzà tercer al campionat del món.

### Retirada
El 1981 tornà a Bultaco, que intentava superar la crisi amb el llançament de la Sherpa 199B, coneguda com la sis marxes. Però les coses havien canviat i era l'hora de joves pilots com ara Gilles Burgat o Eddy Lejeune. Això feu que el 1982 Vesterinen se centrés en el campionat britànic (que va acabar guanyant) i participés en el mundial només esporàdicament. Finalment, el 1983 es retirà definitivament de la competició després d'haver fet un meritori cinquè lloc als Sis Dies d'Escòcia, essent ja un dels únics pilots amb Bultaco.
Com molts dels seus coetanis, Vesterinen no va abandonar el trial completament. Després de fixar definitivament la seva residència a Anglaterra, va crear la marca d'equipament i accessoris per a trial Apico, que ara com ara és una de les més importants al mercat britànic. També ha estat vist habitualment com a motxiller i ajudant del seu fill Mika, en proves de l'actual Campionat Europeu, el Mundial Júnior i el Campionat britànic de trial.

## Palmarès
A banda els èxits aquí reflectits, Vesterinen va establir tota mena de fites, com ara aquestes:
- Primer pilot a aconseguir un triplet al Campionat del Món (1976-1978)
- Primer pilot no britànic a guanyar els Sis Dies d'Escòcia (1980)
- Únic pilot no britànic a guanyar el Campionat britànic[Nota 1] (1982)

| Any          | Motocicleta     | Campionat del Món | Campionat escandinau | Campionat de Finlàndia | Altres          | Títols |
| ------------ | --------------- | ----------------- | -------------------- | ---------------------- | --------------- | ------ |
| 1970         | Montesa         | 15è               |                      | 1r                     |                 | 1      |
| 1971         | Montesa         | 7è                |                      | 1r                     |                 | 1      |
| 1972         | Montesa/Bultaco | 6è                |                      | 1r                     |                 | 1      |
| 1973         | Bultaco         | 7è                |                      | 1r                     |                 | 1      |
| 1974         | Bultaco         | 5è                |                      | 1r                     |                 | 1      |
| 1975         | Bultaco         | 2n                | 1r                   | 1r                     |                 | 2      |
| 1976         | Bultaco         | 1r                | 1r                   | 1r                     |                 | 3      |
| 1977         | Bultaco         | 1r                | 1r                   | 1r                     |                 | 3      |
| 1978         | Bultaco         | 1r                | 1r                   | 1r                     |                 | 3      |
| 1979         | Bultaco         | 2n                | 1r                   | 1r                     |                 | 2      |
| 1980         | Montesa         | 3r                | 1r                   | 1r                     | 1r als SSDT     | 2      |
| 1981         | Bultaco         | 3r                | 1r                   |                        |                 | 1      |
| 1982         | Bultaco         | 10è               |                      |                        | Campió britànic | 1      |
| 1983         | Bultaco         | 17è               |                      |                        |                 | -      |
| Total títols | Total títols    | 3                 | 7                    | 11                     | 1               | 22     |
|              |                 |                   |                      | 12 estatals            |                 |        |

Notes
1. ↑  Al total de títols s'hi compten tots els campionats estatals o internacionals guanyats
2. ↑  Fins al 1974 el Campionat era d'Europa, i a partir de 1975 va passar a anomenar-se Campionat del Món